# Ichneumon anonymus
Ichneumon anonymus là một loài tò vò trong họ Ichneumonidae.